# Picumnus steindachneri
El Carpinterito Perlado, Carpinterito Plomizo, Carpinterito de Pecho Jaspeado, Carpinterito Pechijaspeado o Telegrafista de Pechuga Moteada, (Picumnus steindachneri) es una especie de ave piciforme, perteneciente a la familia Picidae, subfamilia Picumninae, del género Picumnus.

## Localización
Es una especie de ave que se encuentra localizada en Perú.